# 澳洲虎航
澳洲虎航（英語：Tigerair Australia）是澳洲的一間廉價航空公司，於2007年11月23日開始在澳洲國內航空市場提供服務。它是維珍澳洲控股的全資子公司，公司總部位於維多利亞省的首府墨爾本。澳洲虎航曾因安全問題，被澳大利亞民航安全局於2011年指令該航空公司停飛，後於同年8月重飛虎航最初以墨爾本機場為基地並提供客運服務，2012年再在雪梨機場設立了第二個基地，2014年在布里斯本機場設立了第三個基地。

## 歷史
澳洲政府的政策和立法目前已經允許100％外資的航空公司在該國境內經營國內航空服務。但是原本最初只適用於紐西蘭所有的航空公司，但在稍後將規定放寬至全球的航空公司，導致澳洲虎航的建立。但身為國家航空公司的澳洲航空仍然受制於外資航空公司所有權限制為49％的舊規定。
澳大利亞外商投資審查委員會批准欣豐虎航於2007年3月成立其全資子公司，並沒有任何特殊條件。該公司基地位於墨爾本，墨爾本機場則是新航空公司的主要樞紐。欣豐虎航最後以五架飛機和一千萬澳幣承諾啟動子公司。航空公司的業務模式是基於姊妹航空公司欣豐虎航的基礎所完全仿效的，但其中包括全新的嘗試，包含增加市場規模、乘客人數、控制運營成本，並最大化服務項目的數量。
澳洲虎航於2007年11月20日成功通過了澳洲政府監管程序的最後階段，且在當天成功執行了從墨爾本到陽光海岸和朗塞斯頓的兩次驗證航班。每個航班上都乘坐了澳大利亞民航安全局。兩天後，澳洲虎航獲得航空運營證書。該航空公司預計第一年就可以運送至少200萬人次。
2014年10月17日，維珍澳大利亞控股宣布將以澳幣一元的價格購買澳洲虎航剩餘40％的股份，使澳洲虎航成為維珍澳洲控股旗下的全資子公司。

### 競爭對手的反應
澳洲虎航的成立導致了主要競爭對手澳洲航空及其子公司捷星航空和維珍澳洲航空的各種反應。 捷星航空特別發表聲明，當時的總裁艾倫·喬伊斯引用說：「老虎，他們所做的一切都是玩笑，且可能不會繼續營運下去。」但當機票費用開始大幅度下降，尤其特別優惠和其他促銷活動已經啟動，捷星航空宣布將「比其自己的票價便宜的任何競爭對手的票價」的兩倍。此後不久，捷星航空立即將往來澳洲虎航基地的墨爾本－達爾文航線票價下降到與澳洲虎航相同的水準。
維珍澳洲航空方面持續調查建立低成本子公司來抵禦澳洲虎航的可能性，但後來決定專注於新的跨太平洋長程航線營運，並透過引進豪華經濟艙服務來增加其商務旅客的市場佔有率。
為了增加其低成本航空的市場佔有率，墨爾本機場宣布計劃在澳洲虎航宣佈在那裡建立基地後減少機場使用費。
2020年2月，母公司維珍澳大利亞航空宣布將虎航的機隊從13架減少到8架，取消5條虧蝕航線，並關閉其布里斯班的樞杻。同年，因應2019冠狀病毒病疫情，澳洲虎航於2020年3月25日暫停營運。於同年8月，母公司維珍澳大利亞航空控股業務出售予新所有者貝恩資本，同時宣佈澳洲虎航將永久停運。

## 航點
截至2019年3月，澳洲虎航有以下航點：
- 雪梨
- 墨爾本
- 布里斯本
- 阿得萊德
- 凱恩斯
- 坎培拉
- 科夫斯港
- 達爾文
- 黃金海岸
- 霍巴特
- 伯斯
- 普拉瑟潘

澳洲虎航曾在短時間內提供到峇里島的短途國際航班服務，但服務於2017年初結束，這意味著目前澳洲虎航已經沒有任何國際航班。

## 所有權
澳洲虎航為是維珍澳洲控股的全資子公司。
2012年10月30日，維珍澳洲控股宣布，將在澳洲境內購買澳洲虎航60％股權，買入價格約為3500萬美元。維珍集團表示，他們將在澳洲虎航身上花費高達6250萬美元，將其從11架飛機的機隊增加到2018年的35架。澳洲虎航將繼續作為維珍澳洲控股的低成本子公司經營20年。
2013年4月23日，澳洲競爭及消費者委員會宣布不反對併購，並且表示如果建議的收購沒有進行，澳洲虎航將「不太可能留在本地市場」。 
2014年10月17日，維珍澳洲控股購買新加坡航空擁有的澳洲虎航剩餘的40％股權，維珍澳洲控股成為澳洲虎航的唯一所有者。
截至2015年10月，維珍澳洲控股從原有的管理者欣豐虎航接手澳洲虎航，所有澳洲虎航的航空業務轉為澳洲本地服務。

## 機隊

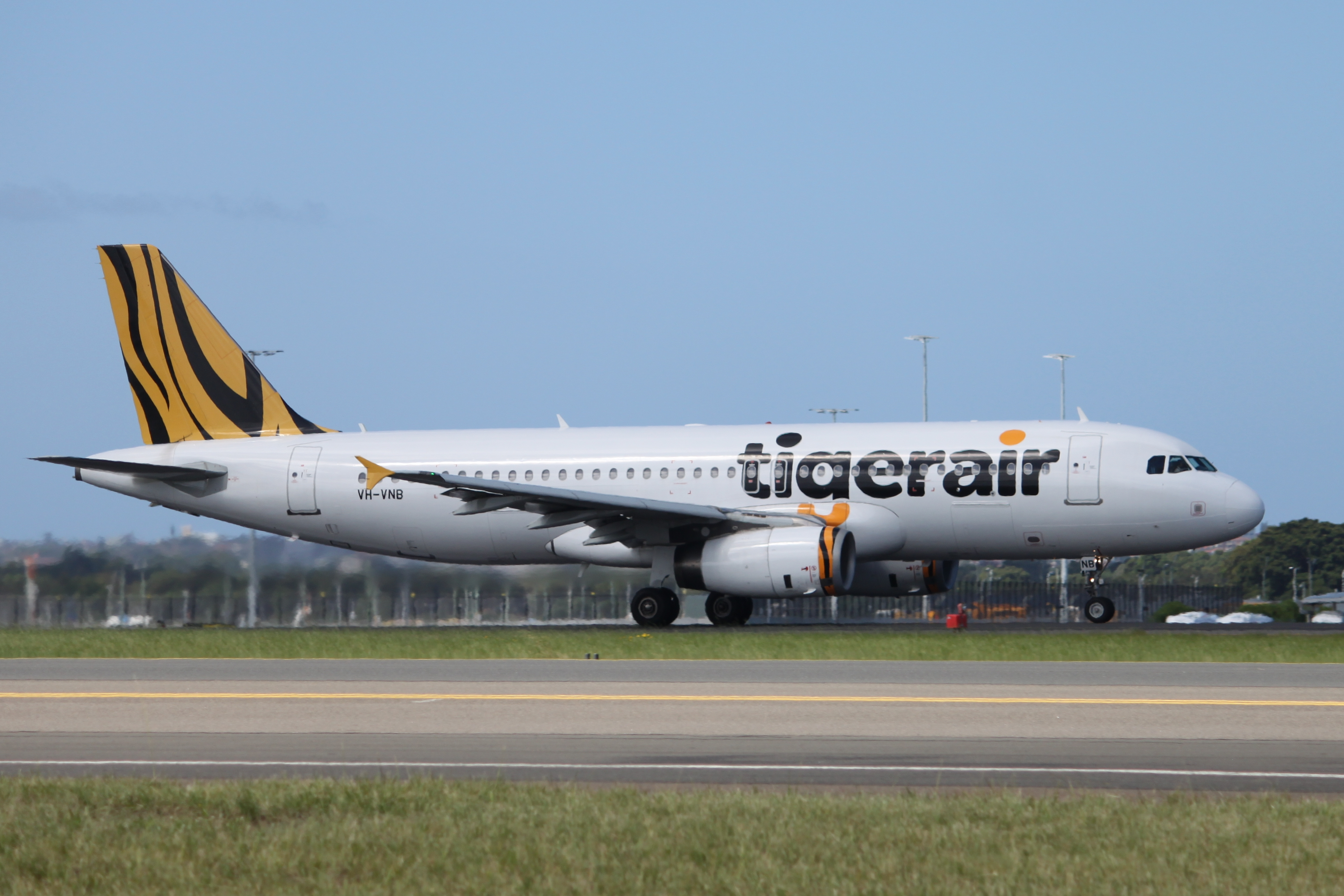
澳洲虎航空中巴士A320-200

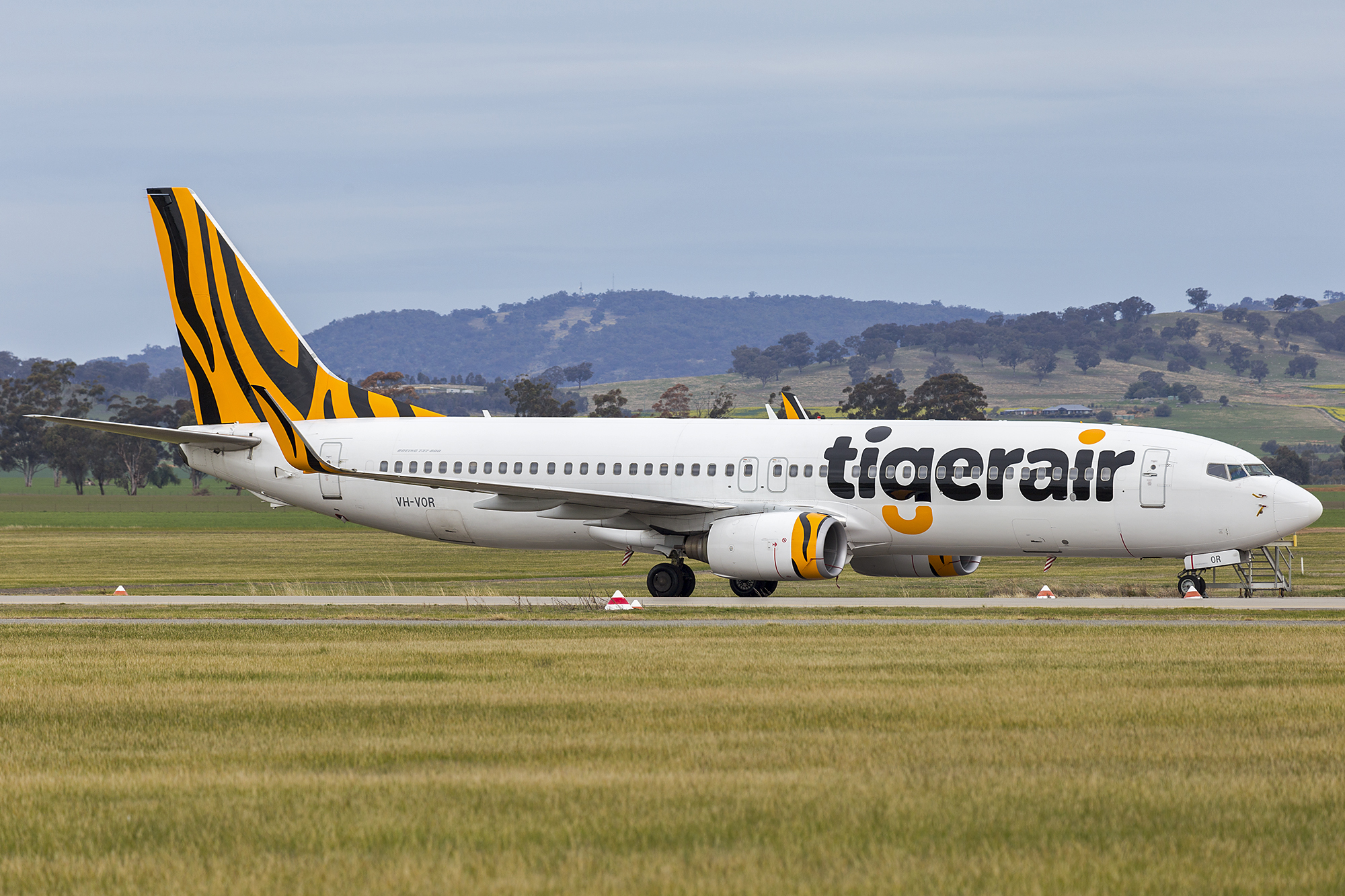
澳洲虎航波音737-800

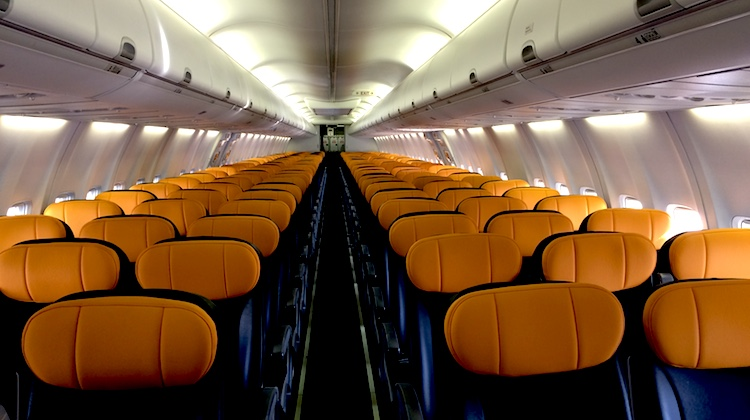
澳洲虎航波音737-800客艙內

截至2020年1月，澳洲虎航停運前，機隊由以下飛機組成：
| 機型             | 數量 | 已訂購 | 載客量 | 備註           |
| ---------------- | ---- | ------ | ------ | -------------- |
| 空中巴士A320-232 | 8    | —      | 180    |                |
| 波音737-8FE      | 6    | —      | 186    | 原維珍澳洲機隊 |
| 總數             | 14   |        |        |                |

## 機上服務

### Tigerbites
是機上的用餐服務，為所有乘客提供食物。根據季節的不同，將提供不同的膳食選擇。

### Tigertainment
該航空公司提供自帶設備的無線機上娛樂服務。這項服務適用於所有國內航班。澳洲虎航目前為有限數量的影片、精彩錦集和音樂提供免費服務。如果想要看電影或是電視節目，乘客可以向空服員購買優惠券來解鎖此功能。
透過使用無線網路，可在筆記型電腦和移動設備上使用「Tigertainment」。要在移動設備上使用該服務，只需通過Google Play或App Store下載並安裝澳洲虎航的應用程式。

## 另見
- 低成本航空公司

## 外部連結
- 官方网站

1. ↑  . News Limited. 4 December 2013  [4 December 2013]. （原始内容存档于2016-01-11）.
2. ↑  . Peanuts Online. Centre for Asia Pacific Aviation. 19 November 2008  [7 July 2011]. （原始内容存档于2012-02-16）.